# Breedbekmanakin
De breedbekmanakin (Sapayoa aenigma) is een zangvogel uit de onderorde van de schreeuwvogels en de familie Sapayoidae. De soort heeft een uitzonderlijke plaats in de stamboom van de grote groep van zangvogelsoorten.

## Taxonomie
Binnen de onderorde van de schreeuwvogels is een groep van families die alleen in de Nieuwe Wereld voorkomen en een groep uit de Oude Wereld. De breedbekmanakin zit daar een beetje tussen in, maar is meer verwant aan de vogelsoorten in Azië en Afrika dan die in Noord- en Zuid-Amerika, hoewel de soort voorkomt in het zuiden van Midden-Amerika en het noordwesten van Zuid-Amerika. Daarom is de breedbekmanakin sinds 2017 ondergebracht in een aparte familie op grond van DNA-onderzoek gepubliceerd in 2006.

## Herkenning
De vogel is 13,5 tot 15 cm lang. De breedbekmanakin lijkt op de soorten uit de groep van de Tirannen, maar heeft een brede, platte snavel met "snorharen" rond de snavel en een vrij lange staart. De vogel is bijna egaal olijfgroen, alleen de staart en de vleugels zijn donkerder groen en de keel en de borst zijn lichter, iets meer geelgroen. De snavel is zwart, de poten zijn grijs en de ogen zijn dofrood. Het mannetje heeft een geel gekleurde kruin.

## Verspreiding en leefgebied
De vogel komt voor in Panama oostelijk van de kanaalzone, West-Colombia tot in het zuiden van Ecuador in een brede zone langs de kusten van de Grote Oceaan. Het leefgebied bestaat uit vochtig bos, vaak in de buurt van beekjes in rotsig terrein tot op 1100 m boven zeeniveau.

## Status
De breedbekmanakin heeft een ruim verspreidingsgebied en daardoor is de kans op de status  kwetsbaar (voor uitsterven) gering. De grootte van de wereldpopulatie is niet gekwantificeerd. Men veronderstelt dat de soort in aantal stabiel is. Om deze redenen staat de soort als niet bedreigd op de Rode Lijst van de IUCN.